# Soldados do Paraíso
Soldados do Paraíso ou Jund As-Samaa (em árabe: جند السماء) é uma seita messiânica xiita e também um grupo armado iraquiano liderado por Dia Abdul Zahra Kadim, que teria morrido durante combates ocorridos em 29 de janeiro de 2007.

O grupo foi descrito como um culto muçulmano apocalíptico que acredita que a disseminação do caos apressará o retorno do 12.º Imame.

## Filiação
Os membros do grupo, que somavam cerca de 1.000, pareciam ser formados por agricultores xiitas pobres de uma área agrícola a 19 km a nordeste de Najaf, no entanto, também eram fortemente armados. Apesar de sua pobreza inicial, o grupo teria acumulado uma grande riqueza posteriormente.

## Atividades
Em 28 de janeiro de 2007, o grupo aparentemente travou uma batalha com as forças iraquianas e norte-americanas perto de Najaf, onde cerca de 200 a 300 de seus membros foram mortos, incluindo seu líder, e entre 300 a 400 foram capturados. Asaad Abu Gilel, o governador de Najaf, afirmou que membros do grupo, incluindo mulheres e crianças, planejavam se disfarçar de peregrinos e matar clérigos xiitas durante o feriado da Ashura.
Questões significativas permanecem em relação ao grupo e à eficácia dos combates que desempenharam, incluindo a derrubada de um helicóptero de combate estadunidense AH-64 Apache. Praticamente todas as informações sobre o grupo e a batalha vieram das autoridades iraquianas, que divulgaram relatos incompletos e às vezes contraditórios. As autoridades iraquianas, incluindo o vice-governador de Najaf, Abdel Hussein Attan, afirmaram que o grupo tinha ligações com a al-Qaeda, mas dado que os jihadistas sunitas são ferozmente anti-xiitas, isso parece improvável.
Após a batalha, a polícia iraquiana reuniu centenas de membros da seita e os submeteram a julgamento. Em 2 de setembro de 2007, o tribunal criminal julgou 458 acusados. Dez líderes dos Soldados do Paraíso foram condenados à morte, 54 membros foram libertados, e os demais foram condenados a penas de quinze anos de prisão, segundo o chefe de polícia de Najaf, o brigadeiro-general Abdel Karim Mustapha.
Em 18 de janeiro de 2008, os Soldados do Paraíso estiveram envolvidos em combates em Basra e Nasiriyah.